# جبهه نبرد خلق فلسطین
جبهه نبرد خلق فلسطین یا جبهه نبرد مردمی فلسطین (عربی: جبهة النضال الشعبي الفلسطيني) جبهه نبرد خلق فلسطین یک تشکیلات چپ فلسطینی است که به سازمان آزادیبخش فلسطین وابسته است. در سال ۱۹۶۷ تأسیس شد و در سال ۱۹۷۱ تبدیل به سازمان تابع جنبش فتح گردید.

## استقلال
جبهه نبرد خلق فلسطین به‌سرعت استقلال خودش را به‌دست آورد و در سال ۱۹۷۴ به جبهه الرفض پیوست. درجریان جنگ داخلی لبنان در مقابل طرف یمنی وارد جنگ شد. در سال ۱۹۷۸ در مقاومت در برابر تخریب لبنان توسط اسرائیل و سپس نبردهای لبنان در سال ۱۹۸۲ شرکت داشت.

## انشعاب
در سال ۱۹۹۲ با اختلافاتی در میان رهبران خود مواجه گردید که منجر به انشعاب و تقسیم جبهه به دو قسمت شد. یک جناح به رهبری سمیر عوشه وزیر سابق و عضو کمیته اجرایی سازمان آزادیبخش فلسطین و جناح دیگر با دبیرکل جبهه خالد عبدالمجید که در دمشق مقیم بود.
جناحی که به رهبری سمیر غوشه بود از جنبش فتح پیروی نمی‌کرد و از زمان انشعاب به عنوان یک جریان مستقل عمل می‌کرد و تنها تشکیلاتی بود که از داخل قدس با تفکرات بعضی از جوانان داوطلب از جمله سمیر غوشه و دکتر فحتی غوشه و نیز نبیل گیلانی به وجود آمده بود.